# Community Memory

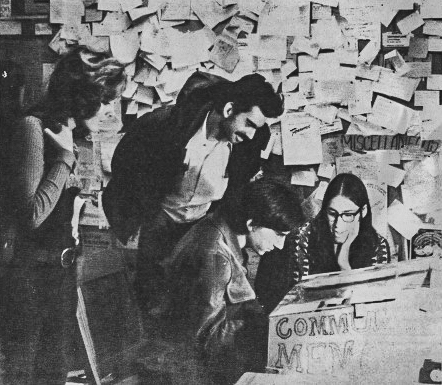
Community Memory Terminal vor dem Schwarzen Brett bei Leopold's Records, Berkeley, CA (1973)

Community Memory (CM) war die erste öffentliche computergestützte Mailbox. Sie wurde 1973 in Berkeley eingerichtet und nutzte ein SDS 940 Timesharing-System in San Francisco, das über eine 110-Baud-Verbindung mit einem Fernschreiber in einem Plattenladen in Berkeley verbunden war. Von dort konnten Einzelpersonen Nachrichten suchen, lesen und eingeben.
Ursprünglich als Informations- und Ressourcennetzwerk gedacht, das eine Vielzahl von gegenkulturellen Wirtschafts-, Bildungs- und Sozialorganisationen miteinander und mit der Öffentlichkeit verband, wurde das Community Memory bald zu einem Informationsflohmarkt, indem es über öffentliche Computerterminals einen unvermittelten Zwei-Wege-Zugang zu Nachrichtendatenbanken ermöglichte. Sobald das System verfügbar war, zeigte die Nutzung aus, dass es sich um ein allgemeines Kommunikationsmedium handelte, das für Kunst, Literatur, Journalismus, Handel und Soziales verwendet werden konnte.

## Leute

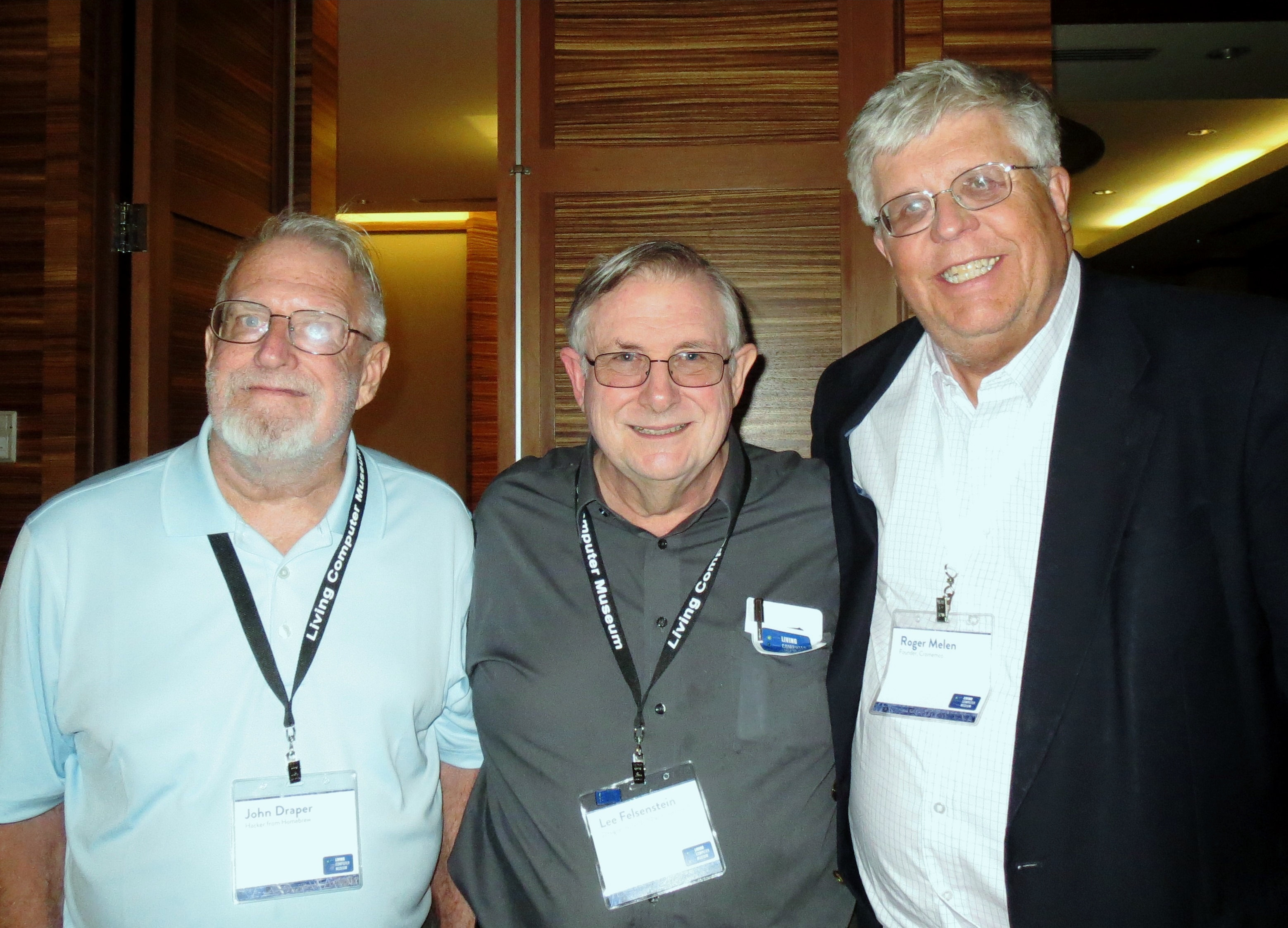
Homebrew-Computer-Club-Mitglieder: John T. Draper (Captain Crunch), Lee Felsenstein, Roger Melen

Community Memory wurde von Lee Felsenstein, Efrem Lipkin, Ken Colstad, Jude Milhon und Mark Szpakowski unter dem Namen The Community Memory Project im Rahmen des Resource One Computer Center bei Project One in San Francisco entwickelt.
Diese Gruppe von computererfahrenen Freunden und Partnern wollte ein einfaches System schaffen, das als Informationsquelle für die Gemeinschaft dienen sollte. Felsenstein kümmerte sich um die Hardware, Lipkin um die Software und Szpakowski um die Benutzeroberfläche und die Verwaltung der Informationen. Community Memory war in seiner ersten Phase (1973–1975) ein Experiment, um herauszufinden, wie die Menschen auf die Verwendung eines Computers zum Informationsaustausch reagieren würden. Zu dieser Zeit hatten nur wenige Menschen direkten Kontakt mit Computern. CM war als Instrument zur Stärkung der Gemeinschaft in Berkeley gedacht. In ihrer Broschüre heißt es: „Starke, freie, nicht-hierarchische Kommunikationskanäle – ob per Computer und Modem, Stift und Tinte, Telefon oder von Angesicht zu Angesicht – sind die vorderste Front, wenn es darum geht, unsere Gemeinschaften zurückzuerobern und neu zu beleben.“
Die Schöpfer und Gründer von Community Memory teilten die Werte der nordkalifornischen Gegenkultur der 1960er Jahre, zu denen auch die Ausübung der freien Meinungsäußerung und die Antikriegsbewegung gehörten. Sie waren auch Befürworter einer ökologischen, kostengünstigen, dezentralen und benutzerfreundlichen Technologie.
CM war ab Juli 1974 unter der Leitung von Andrew Clement in Vancouver vertreten. Eine zweite Version von Community Memory, die auf die Schaffung eines globalen Informationsnetzes abzielte, entstand in den späteren siebziger Jahren. Ihre Hauptakteure waren Efrem Lipkin und Ken Colstad.
In seinem Buch Hackers: Heroes of the Computer Revolution beschreibt Steven Levy, wie die Gründer von Community Memory die Organisation ins Leben riefen. Einige der Gründer waren am Homebrew Computer Club beteiligt, einer Organisation, der ein großer Einfluss auf die Entwicklung des Personal Computers zugeschrieben wird.

## Geschichte

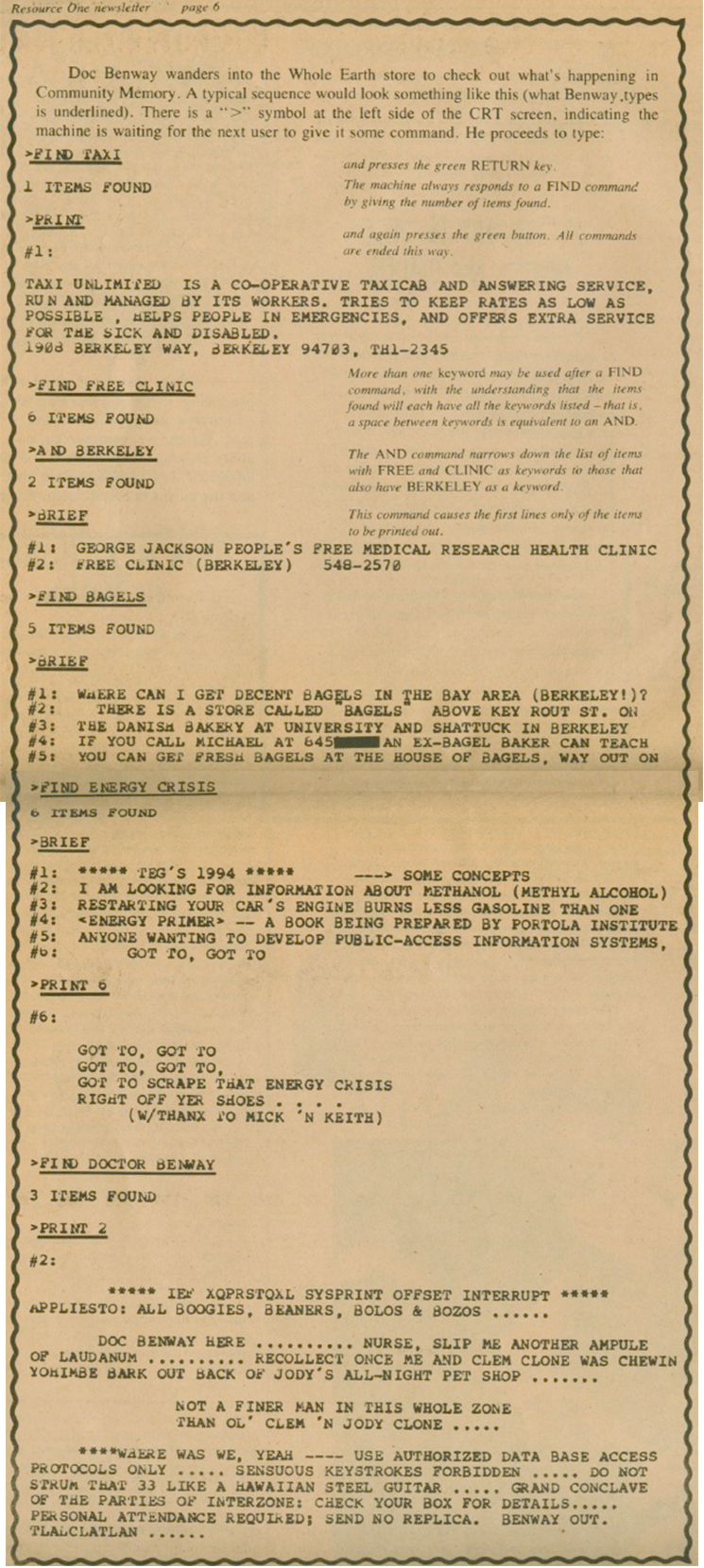
Nutzungsbeispiel mit den Kommandos FIND, AND, BRIEF, PRINT

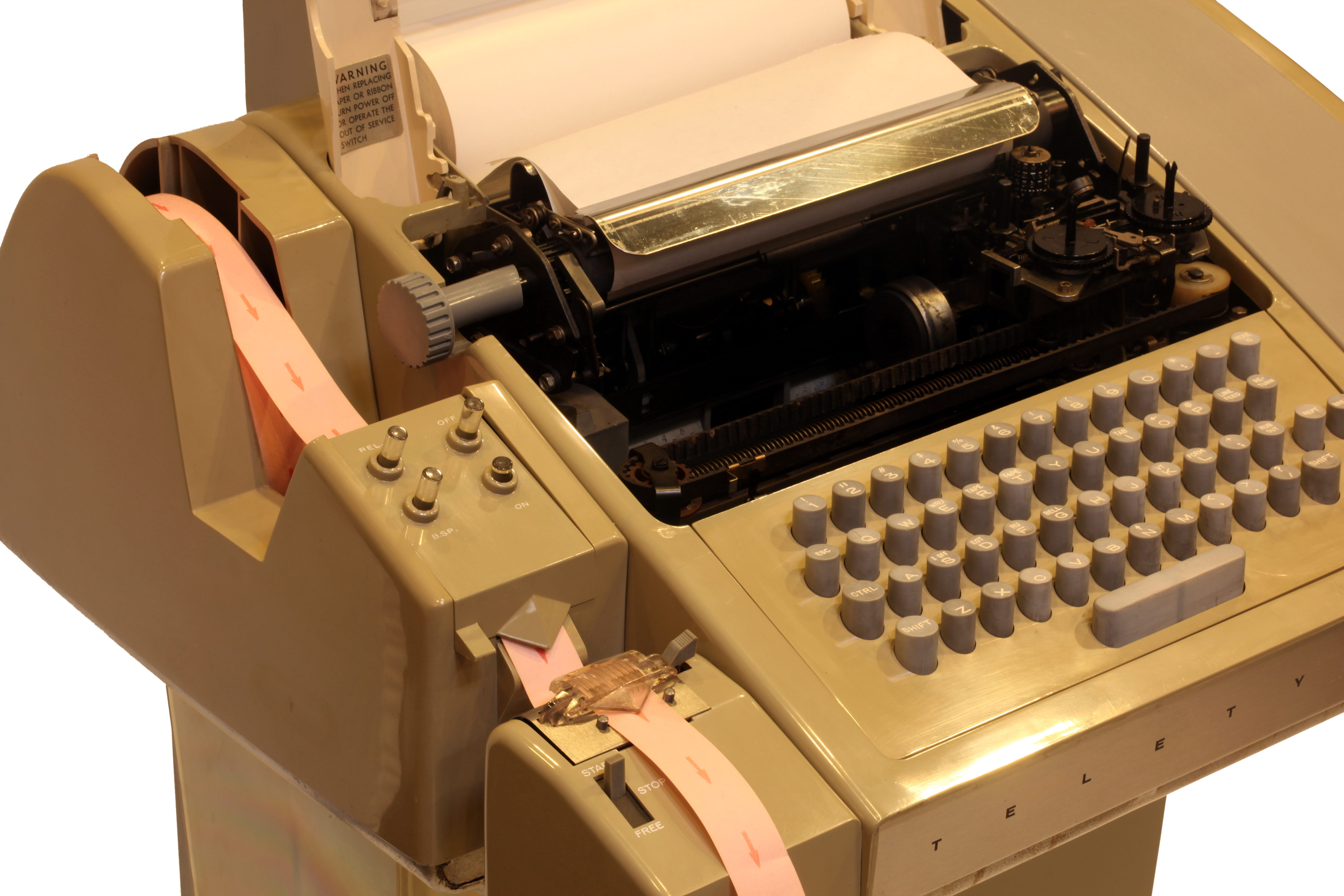
Fernschreiber vom Typ Teletype Modell 33 ASR

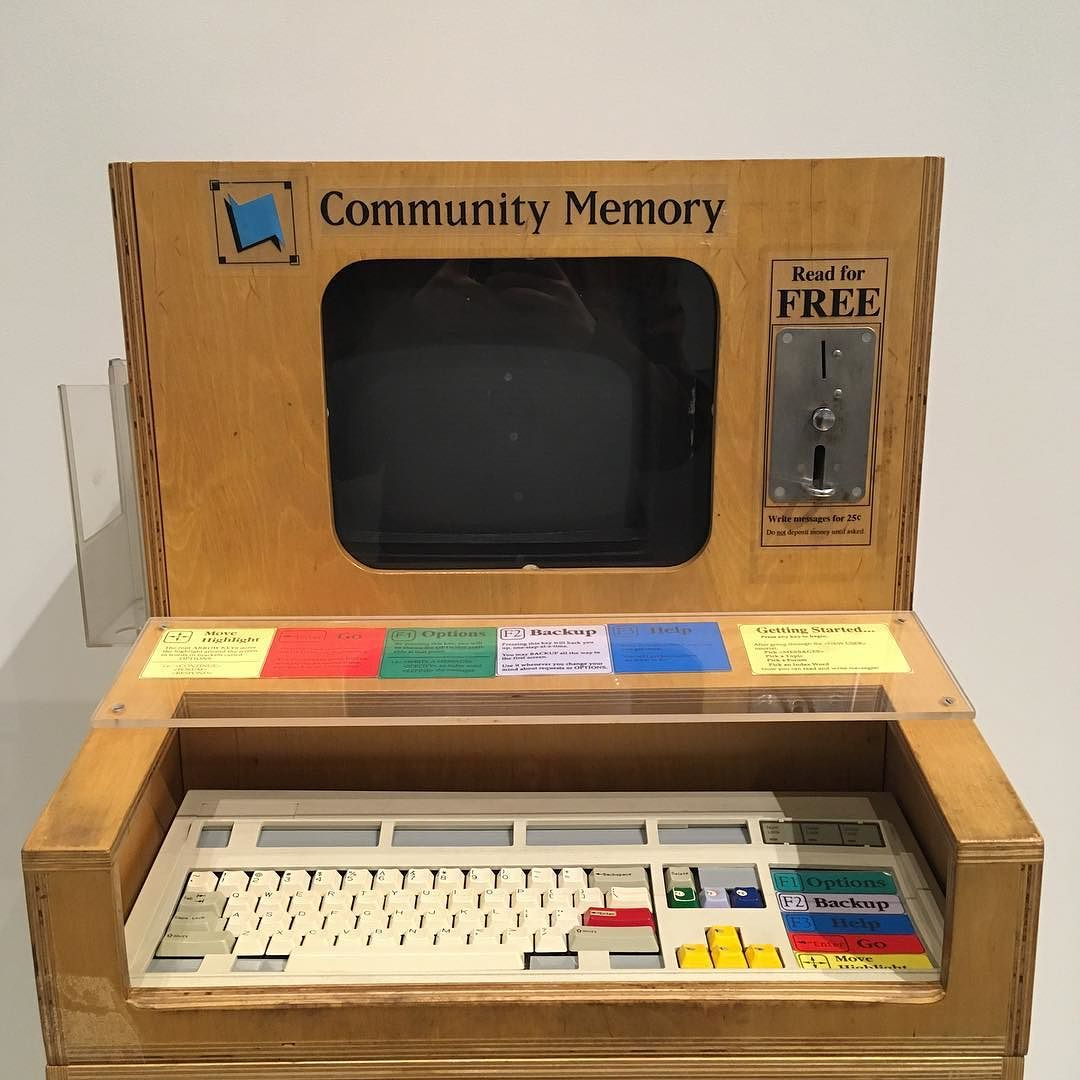
Community Memory Terminal im Computer History Museum

Das erste Terminal war ein ASR-33 Teletype, das über ein akustisch gekoppeltes Modem mit 10 Zeichen pro Sekunde per Telefon mit dem SDS 940 Computer verbunden war. Es befand sich am oberen Ende der Treppe, die zu Leopold’s Records in Berkeley führte, direkt neben einem stark frequentierten konventionellen Schwarzen Brett. Die Teletype-Maschine war laut, daher wurde sie in einem Pappkarton untergebracht, mit einer durchsichtigen Plastikabdeckung, damit man sehen konnte, was ausgedruckt wurde, und mit Löchern für die Hände beim Tippen. Dies war das erste Mal, dass viele Personen, die kein wissenschaftliches Fach studierten, die Möglichkeit hatten, einen Computer zu benutzen.
Über der modifizierten Tastatur waren kurze Anleitungen angebracht, die zeigten, wie man eine Nachricht an den Großrechner schickte, wie man sie mit Stichwörtern versah, um sie durchsuchbar zu machen, und wie man diese Stichworte suchte, um Nachrichten von anderen zu finden. Um ein Community Memory-Terminal zu benutzen, gab der Benutzer den Befehl ADD ein, gefolgt vom Text des Eintrags und dann von den Stichwörtern, unter denen er/sie den Eintrag verschlagwortet haben wollte. Um nach einem Artikel zu suchen, tippte der Benutzer den Befehl FIND, gefolgt von einer logischen Struktur von Stichwörtern, die mit AND, OR und NOT verknüpft sind. Daneben saß ein CM-Assistent, der die Aufmerksamkeit der Benutzer auf sich zog und sie ermutigte, Nachrichten hinzuzufügen und zu suchen. Für die Finanzierung des Projekts wählte Community Memory eine kreative Methode. Sie stellten den Nutzern münzbetriebene Terminals zur Verfügung, die kostenlos gelesen werden konnten; um jedoch eine Meinung zu veröffentlichen, mussten die Nutzer fünfundzwanzig Cent oder einen Dollar zahlen, um ein neues Forum zu eröffnen.
Der Plattenladen und sein Schwarzes Brett brachten Schlagzeuger auf der Suche nach Fusion-Gitarristen, Brötchenliebhaber auf der Suche nach Quellen und die ersten Dichter des Mediums zusammen, insbesondere einen, der unter dem Pseudonym Dr. Benway auftrat – die erste Netzpersönlichkeit.  In regelmäßigen Abständen wurden Verzeichnisse mit neu hinzugefügten Artikeln oder musikbezogenen Nachrichten ausgedruckt und dort hinterlassen. An anderen Terminals suchten die Benutzer völlig Fremde auf, um Fahrgemeinschaften zu bilden, Lerngruppen zu organisieren, Schachpartner zu finden oder sogar Tipps für gute Restaurants weiterzugeben.  Laut Colstad und Lipkin war die Nutzungsrate des Systems ziemlich hoch und im Verhältnis zur Umgebung der Terminals konstant. Pro Tag wurden an jedem Standort etwa fünfzig Suchanfragen und zehn Ergänzungen vorgenommen. In Anbetracht der Dauer der einzelnen Sitzungen mit dem System entsprach dies mindestens einem Drittel der maximalen Kapazität eines Terminals.
Anonymität war mit Community Memory möglich, da die Benutzer weder ihren Namen angeben noch sich registrieren mussten, um das System zu nutzen. Alle Informationen im System wurden von der Gemeinschaft generiert, was zwei Auswirkungen hatte. Erstens gab es keine zentrale Verwaltung, die festlegte, welche Informationen im System verfügbar sind. Zum anderen gab es keine Informationen von anderen Stellen.
Der ursprüngliche Berkeley Whole Earth Access Store in der Shattuck Avenue erhielt den Leopold’s Records ASR-33 Teletype.
Als bildschirmbasierte Terminals billiger wurden, wurde eines im ursprünglichen Berkeley Whole Earth Access Stor und ein weiteres in der Mission Public Library in San Francisco aufgestellt. Der Charakter der Nachrichtenbasis variierte je nach Standort.
Die Community Memory-Software wurde als Erweiterung des von Bart Berger und John M. Cooney bei Resource One entwickelten ROGIRS Keyword Information Retrieval System implementiert, das wiederum von Robert Shapiros MIRS (Meta Information Retrieval System) abgeleitet wurde. Es war in QSPL geschrieben und lief auf einem SDS 940, einem frühen Timesharing-System von der Größe von acht Kühlschränken, das ursprünglich von Douglas Engelbart in seiner (später The Mother of All Demos genannten) Präsentation verwendet wurde und das Resource One zur gemeinschaftlichen Nutzung geschenkt worden war.
Im Jahr 1974 wurde deutlich, dass das Community Memory seinen Standort auf dem SDS 940 (der groß, leistungsschwach und unwirtschaftlich war) verlassen und in ein Netzwerk modernerer Minicomputer umgewandelt werden musste. Das Programm wurde im Januar 1975 eingestellt; die Mitarbeiter verließen Resource One und begannen mit der Suche nach Finanzierungsmöglichkeiten für ein neues Projekt, das die Software für eine replizierbare und vernetzte Version von Community Memory entwickeln sollte.